# Château souabe (Augusta)
Le château Svevo d'Augusta est un édifice symbole de la ville, il se situe à l'extrémité nord de l'île d'Augusta en Sicile.

## Histoire
La construction médiévale remonte probablement à 1232, elle a été commandée par Frédéric II de Souabe.
La construction du château faisait partie d'un projet qui visait à rendre le territoire d'Augusta contrôlé militairement.